# The Fouryo's

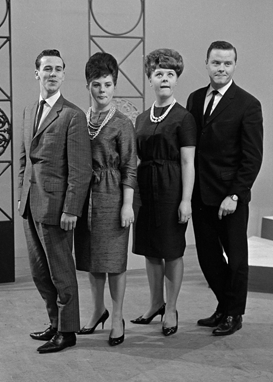
The Fouryo's in 1963

The Fouryo's was een Amsterdamse zanggroep, die eind jaren vijftig bekendheid vergaarde met covers van de Everly Brothers, McGuire Sisters, Rooftop Singers en andere Amerikaanse tienergroepen.
The Four Youngsters, zoals de band eerst heette, werd opgericht door Joyce en Jan Schouten (zus en broer), Ria Lubberink en Dick van Niehoff. Nadat ze het Cabaret der Onbekenden wonnen in 1957 werd een eerste single opgenomen, een cover van Bye bye love geproduceerd door Jack Bulterman.
In 1958 verving Jetty Schouten (zus van Joyce en Jan) Ria Lubberink, en vanaf 1959 werden zij beroepsmuzikant. Het viertal trad regelmatig op in de revue van Snip en Snap. Het nummer Dans nog eenmaal met mij werd in 1961 een grote hit.
Op 8 augustus 1964 stonden The Fouryo's vlak voor de pauze in het voorprogramma van The Rolling Stones, in het Kurhaus te Scheveningen. Twee jaar later kwamen ze echter tot de slotsom dat hun close-harmony zang niet meer paste in het tijdsbeeld, en werd de groep in 1966 opgeheven.
Ria Lubberink overleed op 21 mei 1999 op 59-jarige leeftijd en op 24 maart 2000 overleed Dick van Niehoff op 62-jarige leeftijd. Jetty overleed op 77-jarige leeftijd in maart 2020. Joyce Schouten overleed op 14 januari 2025 op 84-jarige leeftijd.

## Discografie

### Singles en ep's
| Jaar | Single/ep                                                                         | Label   |
| ---- | --------------------------------------------------------------------------------- | ------- |
| 1957 | "Bye Bye Love / Want Ik Heb Jou"                                                  | Decca   |
| 1958 | "Bird Dog"                                                                        | Decca   |
| 1958 | "Lollipop"                                                                        | Decca   |
| 1959 | "Zeven Leuke Meisjes (Zaten In M'n Auto) / Makin' Love"                           | Decca   |
| 1959 | "Zeg Niet Nee / Kom Bij Me Darling / De Spijkerbroek / Choo-choo Boogie"          | Decca   |
| 1959 | "De Spijkerbroek"                                                                 | Decca   |
| 1959 | "Zeg Niet Nee"                                                                    | Decca   |
| 1961 | "Wil Je Niet, Wil Je Wel"                                                         | Decca   |
| 1961 | "Kom Toch Terug"                                                                  | Decca   |
| 1962 | "Sherry"                                                                          | Decca   |
| 1962 | "For You"                                                                         | Decca   |
| 1962 | "Waarom Loop Je Mij Op Straat Voorbij / Baby, Oh My Darling"                      | Decca   |
| 1962 | "Eenzaamheid Doet Altijd Pijn"                                                    | Decca   |
| 1962 | "Veilchen Aus Ascona / So Ein Feiertag"                                           | Decca   |
| 1962 | "Happy Birthday, Sweet Sixteen"                                                   | Decca   |
| 1962 | "Talisman / Soldier Boy"                                                          | Decca   |
| 1962 | "Panopticum"                                                                      | Decca   |
| 1963 | "Walk Like A Man / Lucky One"                                                     | Decca   |
| 1963 | "Op Een Dag = One Fine Day / Surf City                                            | Decca   |
| 1963 | "Baby Doll = Walk Right In / Und Nebenbei Hast Du Doch Mich = Rhythm Of The Rain" | Decca   |
| 1963 | "Hit Parade"                                                                      | Decca   |
| 1963 | "Sprong in het Heelal / Honolulu - Lulu"                                          | Decca   |
| 1963 | "Walk Right In"                                                                   | Fontana |
| 1963 | "Stapeldol"                                                                       | Decca   |
| 1964 | "Speel Met Mij Geen Spel / Tot Zondagavond, Mary"                                 | Decca   |
| 1965 | "De Bloem En De Bij = The Birds And The Bees / Heigh-Ho"                          | Decca   |
| 1966 | "You Don't Love Me / Columbus Found America"                                      | Artone  |

### Compilaties
| Jaar | Album                                               | Label          |
| ---- | --------------------------------------------------- | -------------- |
| 1982 | De Fouryo's Successen                               | Philips        |
| 1993 | The Story Of...The Fouryo's - Volume One: 1957-1962 | Rarity Records |
| 1993 | The Story Of...The Fouryo's - Volume Two: 1962-1963 | Rarity Records |